# Makuráp
Makuráp (Macurap, Macurápe), pleme Indijanaca velike porodice Tupian iz zapadnog Brazila s rijeke río Branco, Rondônia. Dijele se na sljedeće lokalne skupine: Aratá, Guüt, Iekô, Ikô, In-En-Paráp, Maranpáin, Mevurá, Min-án, Mitum, Ngáp, Perakón, Tamunan, Uaketé, Uakôt, Uarüiá, Uaxaliai, Uruküt, Viriü, Xát i Xixauap. -Makurápi danas žive na rezervatima AI Mequéns (68; 1984); AI Rio Branco s drugim grupama; AI Rio Guaporé također s drugim skupinama; u municipijima Rolim de Moura i Costa Marques. Svih skupa Makuráp (prema Jensenu, 2000.) ima 700. 
Prema jednoj klasifikaciji oni su činili samostalnu porodicu Makuráp, prema drugoj dio su porodice Tupari (Velika porodica Tupian), koja obuhvaća i plemena Ajuru (Wayoró),  Amniapé, Kepkiriwát, Sakirabiár (Mekens) i Tupari. 
Makurápi imaju danas 6 ili 7 sela. Bave se obradom polja (roças), lovom i ribolovom. Njihova tradicionalna kultura je propala. Jezikom Makuráp se zna služiti tek nešto ljudi (114; 1995 AMTB), ali svi poznaju portugalski.

## Vanjske poveznice
- Makurap Do Brasil